# 迈克尔·史密斯 (化学家)
迈克尔·史密斯（英語：Michael Smith，1932年4月26日—2000年10月4日），出生于英国的加拿大化学家与商人。由于在定点突变（Site-directed mutagenesis）方面的工作成果，他与凯利·穆利斯(Kary Mullis)一起分享了1993年诺贝尔化学奖。曾当选英国皇家学会院士。

## 生平
1932年出生于英国布莱克浦。
2000年逝世于加拿大温哥华